# The Chase (Di-rect)
The Chase is de eerste single van het album Time Will Heal Our Senses van DI-RECT.

## Hitnoteringen

### Nederlandse Top 40
| Hitnotering: 24-09-2011 t/m 22-10-2011 | Hitnotering: 24-09-2011 t/m 22-10-2011 | Hitnotering: 24-09-2011 t/m 22-10-2011 | Hitnotering: 24-09-2011 t/m 22-10-2011 | Hitnotering: 24-09-2011 t/m 22-10-2011 | Hitnotering: 24-09-2011 t/m 22-10-2011 | Hitnotering: 24-09-2011 t/m 22-10-2011 |
| Week:                                  | 1                                      | 2                                      | 3                                      | 4                                      | 5                                      |                                        |
| -------------------------------------- | -------------------------------------- | -------------------------------------- | -------------------------------------- | -------------------------------------- | -------------------------------------- | -------------------------------------- |
| Positie:                               | 28                                     | 27                                     | 26                                     | 22                                     | 38                                     | uit                                    |

### NederlandseSingle Top 100
| Hitnotering: 17-09-2011 t/m 22-10-2011 | Hitnotering: 17-09-2011 t/m 22-10-2011 | Hitnotering: 17-09-2011 t/m 22-10-2011 | Hitnotering: 17-09-2011 t/m 22-10-2011 | Hitnotering: 17-09-2011 t/m 22-10-2011 | Hitnotering: 17-09-2011 t/m 22-10-2011 | Hitnotering: 17-09-2011 t/m 22-10-2011 | Hitnotering: 17-09-2011 t/m 22-10-2011 |
| Week:                                  | 1                                      | 2                                      | 3                                      | 4                                      | 5                                      | 6                                      |                                        |
| -------------------------------------- | -------------------------------------- | -------------------------------------- | -------------------------------------- | -------------------------------------- | -------------------------------------- | -------------------------------------- | -------------------------------------- |
| Positie:                               | 27                                     | 46                                     | 45                                     | 75                                     | 92                                     | 97                                     | uit                                    |